# Alyaksandar Hleb
Alyaksandar Pawlavich Hleb - em bielorrusso, Аляксандар Паўлавіч Глеб, ou Alexander Hleb, como referido no inglês, (Minsk, 1 de maio de 1981) é um ex-futebolista bielorrusso que atuava como meia-campista.
Hleb é a única estrela da Seleção Bielorrussa na história do país, pouco tradicional no futebol. Foi escolhido como o melhor jogador da Bielorrússia por seis oportunidades: 2002, 2003, 2005, 2006, 2007 e 2008. O prêmio é concedido pelo jornal bielorrusso Прессбол (Pressbol).
Nos tempos de União Soviética, seu nome era russificado para Aleksandr Pavlovich Gleb (Александр Павлович Глеб, em russo).

## Carreira
Iniciou sua carreira aos 17 anos, pelo BATE Borisov, de seu país. Após se destacar no clube, Hlbe e seu irmão, o também jogador Vyacheslav Hleb, assinaram com o clube alemão VfB Stuttgart em 2000. A contratação foi por cerca de 150 mil euros. Estreou na Bundesliga em 5 de setembro de 2000 em uma partida contra o Kaiserslautern, entrando no fim do jogo.
Na sua primeira temporada, atuou em apenas seis jogos na Bundesliga. Mas na segunda temporada, teve mais oportunidades e se tornou um jogador regular na equipe. Em 2002-03, o Stuttgart terminou como vice-campeão da Bundesliga e conseguiu a vaga na UEFA Champions League. Porém, com a saída do treinador Felix Magath da equipe e a chegada de Matthias Sammer, o clube não conseguiu repetir os bons resultados e terminou a temporada 2004-05 em quinto lugar.

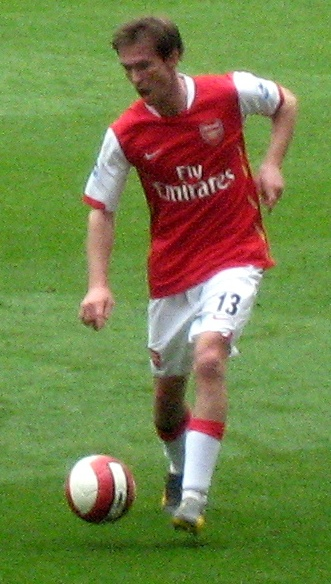
Hleb nos tempos do Arsenal.

Em 28 de junho de 2005, após destacar-se nas temporadas que jogou na Alemanha, foi contratado pelo Arsenal da Inglaterra, por 15 milhões de euros. Disputou pelos Gunners a final da UEFA Champions League 2005-06, onde foram derrotados pelo Barcelona pelo placar de 2-1.
Curiosamente, foi contratado pelo próprio Barcelona dois anos mais tarde, em julho de 2008, se tornando o primeiro bielorrusso a jogar no clube catalão.
Em 2009, juntamente com Samuel Eto'o, Hleb foi envolvido na negociação de Zlatan Ibrahimović com o Barcelona FC. Eto'o seria cedido a Internazionale e Hleb ficaria emprestado por uma temporada. Eto'o foi cedido, como o combinado, mas Hleb recusou e seu destino acabou sendo o Stuttgart, clube no qual havia se destacado outrora. Foi emprestado até o fim da temporada 2009-10.
Voltou ao Barcelona em julho de 2010, e fez a pré-temporada com a equipe catalã, mas no dia 31 de agosto de 2010 foi anunciado um novo empréstimo, desta vez para o Birmingham City, da Inglaterra, até o fim da temporada 2010-11. Pelo clube inglês, fez parte do elenco campeão da Carling Cup daquela temporada.
Retornou ao Barça em julho de 2011 e permanecera no clube para a temporada 2011-12. Porém, fora dos planos do treinador da equipe catalã, Pep Guardiola, o jogador assinou contrato de um ano de empréstimo com o VfL Wolfsburg da Alemanha. Por lá, disputou três partidas e marcou um gol. No mês de setembro, no seu terceiro mês na equipe alemã, o clube decidiu não renovar seu empréstimo, assim o jogador voltou ao Barcelona.
No dia 31 de janeiro de 2012, após voltar de empréstimo rapidamente negociou com a diretoria do Barcelona e acertou sua rescisão com o clube catalão. Hleb chega a acordo e rescinde contrato com o Barcelona. Hleb agora sem vínculos com o Barça acertou com o Krylia Sovetov da Rússia, mas tendo uma passagem curta e sem destaque.
No final de junho de 2012 acerta a sua volta ao seu país natal, indo defender o BATE Borisov, principal time da Bielorrússia. No mesmo ano ganhou a Vysshaya Liga e junto com o BATE fez uma campanha de destaque na Champions League da temporada 2012-2013.

### Seleção Bielorrussa
Estreou sua carreira na Seleção Bielorussa em 2001, tendo até hoje disputado 80 jogos e marcado apenas 6 gols. Quase jogou a Copa do Mundo de 2002, mas a seleção terminou em 3° lugar nas eliminatórias, perdendo a chance de ir pelo menos a repescagem após derrota na última rodada para o País de Gales (que não havia vencido nenhuma partida nas eliminatórias até então) por 1-0, gol de John Hartson, em 6 de Outubro de 2001, em Cardiff. Seu irmão mais novo, o atacante Vyacheslav Hleb, também era futebolista da seleção.

## Títulos
BATE Borisov
- Campeonato Bielorrusso: 1999, 2012, 2013, 2015, 2016, 2018

Stuttgart
- UEFA Intertoto Cup: 2000 e 2002

Barcelona
- La Liga: 2008-09
- Copa del Rey: 2008-09
- UEFA Champions League: 2008-09
- Copa Audi: 2011
- Troféu Joan Gamper: 2008 e 2011

Birmingham City
- Carling Cup: 2010–11

### Prêmios individuais
- Futebolista bielorrusso do ano: 2002, 2003, 2005, 2006, 2007, 2008